# Như Tùng
Như Tùng (tiếng Trung: 如松; 1737 – 1770) là một hoàng thân của nhà Thanh trong lịch sử Trung Quốc, người thừa kế 1 trong 12 tước vị Thiết mạo tử vương.

## Cuộc đời
Như Tùng sinh vào giờ Mẹo, ngày 16 tháng 2 (âm lịch) năm Càn Long thứ 2 (1737), trong gia tộc Ái Tân Giác La. Ông là con trai thứ ba của Truy phong Duệ Khác Cần Thân vương Công Nghi Bố – tằng tôn của Duệ Thân vương Đa Nhĩ Bác. Mẹ ông là Đích Phúc tấn Chu Giai thị (周佳氏).
Năm Càn Long thứ 11 (1746), tháng 6, phụ thân ông qua đời, ông được tập phong tước Phụng ân Phụ quốc công. Năm thứ 20 (1755), tháng 7, thưởng chức Tán trật Đại thần, được phép vào Càn Thanh môn hành tẩu. Năm thứ 21 (1756), tháng 4, thụ Kiện Duệ doanh Thống lĩnh. Tháng 6 cùng năm, nhậm Phó Đô thống Mãn Châu Tương Hoàng kỳ. Năm thứ 22 (1757), tháng giêng, thụ Chính Bạch kỳ Lĩnh thị vệ Nội đại thần rồi Tông Nhân phủ Hữu tông nhân (右宗人). Tháng 2 cùng năm, nhậm Binh bộ Thị lang. Đến tháng 4 cùng năm, lại nhậm Phó Đô thống Mãn Châu Tương Hồng kỳ. Năm thứ 23 (1758), tháng 2, điều làm Phó Đô thống Mãn Châu Chính Hoàng kỳ. Năm thứ 24 (1759), tháng 6, nhậm Tông Nhân phủ Tả tông nhân, quản lý sự vụ Chính Hoàng kỳ Tân doanh trại. Tháng 9, thăng làm Binh bộ Thượng thư. Đến tháng 12, thụ Chính Hoàng kỳ Lĩnh thị vệ Nội đại thần. Năm thứ 25 (1760), tháng 10, được phong Viễn thành Tướng quân (遠城將軍). Năm thứ 26 (1761), tháng 12, điều làm Tây An Tướng quân.
Năm thứ 27 (1762), tháng 5, Tín Khác Quận vương Đức Chiêu qua đời, triều đình lấy ông là hậu duệ của Đa Đạc, nên được kế tục tước vị Tín Quận vương. Khi ấy cũng truy phong tằng tổ phụ Tô Nhĩ Phát, tổ phụ Tắc Lặc và phụ thân Công Nghi Bố làm Tín Quận vương. Tháng 7 cùng năm, thụ Đô thống Hán quân Chính Bạch kỳ. Tháng 8, điều làm Đô thống Mông Cổ Chính Lam kỳ. Năm thứ 28 (1763), tháng 6, quản lý Niêm Can xứ (粘杆處). Tháng 7, nhậm Tông Nhân phủ Hữu tông chính, quản lý sự vụ Ưng Diêu xứ (鷹鹞處) rồi Tổng lý Hữu dực Tông học. Tháng 10 cùng năm, quản lý sự vụ Tông Nhân phủ Ngân khố (銀庫). Năm thứ 29 (1764), tháng 4, nhậm Đô thống Hán quân Tương Bạch kỳ. Năm thứ 30 (1765), tháng 9, điều làm Đô thống Mông Cổ Tương Hoàng kỳ. Tháng 11, vì duyên sự nên ông bị cách bỏ sở quản sự vụ. Năm thứ 35 (1770), ngày 10 tháng 11 (âm lịch), giờ Thân, ông qua đời, thọ 34 tuổi, được truy thụy Tín Khác Quận vương (信恪郡王).
Năm thứ 43 (1778), tháng 7, Càn Long Đế ra chỉ Đa Nhĩ Cổn bị tiểu nhân vu tội, lại có công khai quốc, nên phục nhậm tước vị Duệ Thân vương, ban thụy hiệu "Trung" (忠), xứng hưởng Thái Miếu, từ đó được thế tập võng thế. Ngoài ra, còn nói Đa Nhĩ Bác vẫn là hậu duệ của Đa Nhĩ Cổn, lệnh cho con trai thứ ba của ông là Thuần Dĩnh thế tập tước vị. Khi ấy ông được truy phong làm Duệ Khác Thân vương (睿恪親王).

## Gia quyến

### Thê thiếp
- Đích Phúc tấn: Đông Giai thị (佟佳氏), con gái của Thừa Ân công Na Mục Đồ (那穆圖) – cháu nội của Đông Quốc Cương. Bà là một nữ thi nhân thời Thanh, có các tác phẩm "Vấn thi lâu hợp tuyển" (问诗楼合选), "Tuệ duy lệ thảo · ô tư tồn thảo" (穗帷泪草 · 乌私存草) và "Hư song nhã khóa" (虚窗雅课), ngoài ra còn có "Hội Cảnh hiên độc họa ký".
- Thứ Phúc tấn:
  - Lương thị (梁氏), con gái của Lục Thập Nhất (六十一).
  - Lý thị (李氏), con gái của Lục Đạt Tắc (六達塞).

### Con trai
1. Mậu Đồng (茂同; 1756 – 1764), mẹ là Đích Phúc tấn Đông Giai thị. Chết yểu.
2. Mậu Kiệt (茂傑; 1758 – 1759), mẹ là Đích Phúc tấn Đông Giai thị. Chết yểu.
3. Thuần Dĩnh (湻穎; 1761 – 1800), mẹ là Đích Phúc tấn Đông Giai thị. Năm 1778 được thế tập tước vị Duệ Thân vương. Sau khi qua đời được truy thụy Duệ Cung Thân vương (睿恭親王). Có chín con trai.
4. Thuần Minh (湻明; 1763 – 1766), mẹ là Đích Phúc tấn Đông Giai thị. Chết yểu.
5. Thuần Tú (湻秀; 1763 – 1763), mẹ là Thứ Phúc tấn Lý thị. Chết yểu.
6. Thuần Kính (湻敬; 1764 – 1765), mẹ là Thứ Phúc tấn Lương thị. Chết yểu.
7. Thuần Linh (湻靈; 1766 – 1766), mẹ là Đích Phúc tấn Đông Giai thị. Chết yểu.